# ريانز هوب
ريانز هوب (بالإنجليزية: Ryan's Hope)‏ هو مسلسل دراما تم إنتاجه في الولايات المتحدة. بدأ عرضه في سنة 1975 على هيئة الإذاعة الأمريكية. بلغ عدد مواسم المسلسل 13 موسما، بلغ عدد حلقاته 3515 حلقة، وتبلغ مدة الحلقة الواحدة 30 دقيقة. المسلسل من تأليف بول أفيلا ماير ، تم بث المسلسل لأول مرة بتاريخ 7 يوليو 1975 بينما تم بث آخر حلقة منه بتاريخ 13 يناير 1989. من بطولة هيلين غالاغير، برنارد بارو، رون هيل، نانسي أديسون ولويز شافير. فاز المسلسل بجائزة إيمي دايتايم لأفضل مسلسل دراما.

## وصلات خارجية
- ريانز هوب على موقع IMDb (الإنجليزية)
- ريانز هوب على موقع أول موفي (الإنجليزية)
- ريانز هوب على موقع كينوبويسك (الروسية)
- ريانز هوب على موقع ألو سيني (الفرنسية)
- ريانز هوب على موقع قاعدة بيانات الفيلم (الإنجليزية)